# Prófugos (canción)
«Prófugos» es una canción y sencillo del grupo de rock argentino Soda Stereo. Salió junto al álbum Signos en el año 1986 y salió como sencillo en 1987, sus autores son Gustavo Cerati —guitarrista y vocalista de la banda— y Charly Alberti —baterista de la banda—.
Es una de las canciones más famosas y emblemáticas del grupo.

## Historial en vivo
Fue interpretada como adelanto en 1986 en el Coliseo Amauta de Lima, Perú y en el Free Concert de Santiago de Chile, ya que el LP se editó recién en el verano de 1987. Fue interpretada desde la Gira Signos (1986-1988), hasta la Gira Sueño Stereo (1995-1996) —en la Gira Animal fue tocada solo en la segunda parte (1991-1992)—, en la mini-gira de Comfort y música para volar, entre septiembre y noviembre de 1996 no fue interpretada, y sorpresivamente tampoco estuvo en la gira de despedida de 1997. Recién en la Gira Ahí Vamos (2006-2007) de Gustavo Cerati la incluye en una versión a lo rock and roll, y en la Gira Me Verás Volver en 2007 Soda lo rescata.
Una versión en vivo fue publicada ese mismo año en el álbum Ruido blanco, como 9ª y última pista.
Cerati realizó la canción como solista, en el Tour Ahí Vamos, versionada al estilo del rock and roll. Se interpretó nuevamente en la gira de regreso de Soda Stereo, llamada Gira Me verás volver, considerándose por los fanes la mejor versión hecha en vivo. La misma fue incluida como 12.ª pista del álbum Gira Me Verás Volver - CD #2. En el último show de dicha gira, la canción se hizo junto a Fabián Quintiero como invitado especial y se incluyó como material extra del DVD Soda Stereo: Gira Me Verás Volver - #2.
También hay otra versión de la Gira Me Verás Volver interpretada con Daniel Sais el 27 de octubre de 2007 en Ecuador, pero esta no fue incluida ni en CD ni en DVD, solo se puede encontrar en YouTube.

## Versiones
La versión original comienza con un breve sonido de guitarra eléctrica distorsionada y batería; posteriormente suena el riff principal de guitarra y se incorpora el resto de los instrumentos. Después de la segunda estrofa vuelve a sonar el estribillo, que se repite dos veces más.
La versión de Ruido blanco tiene una introducción distinta a la original: antes de que empiece la voz, el riff principal se hace una sola vez. Después del primer estribillo, Cerati y el coro pronuncian palabras en inglés. En el segundo estribillo, Cerati deja que cante solo la gente. También difiere de la original en la forma en que termina.
En el Tour Ahí Vamos, Cerati presenta la canción diciendo: «¿Quieren rock and roll? ¡Okay!». Luego de esto suena un riff de rock clásico que reemplaza al original, dándole a la canción un estilo «rocanrolero»; luego suena toda la instrumentación. La base de la batería ahora es más simple. Al finalizar el primer estribillo, Cerati grita «¡Mami!».
La versión de la Gira Me verás volver es más bien parecida a la original, por supuesto, con los «condimentos» y diferencias de una canción en vivo. Poco antes de que termine, Cerati grita «¡Come on!» y cuando finaliza, lanza al público su clásico «Gracias totales».
En la versión junto a Fabián Quintiero se destaca un agregado de teclado electrónico en el estribillo; también, en esta versión Gustavo Cerati vuelve a pronunciar las palabras en inglés de la versión de Ruido Blanco.
En 2017 estuvo incluida una nueva versión en el álbum SEP7IMO DIA como quinta pista.

## Versiones de otros artistas
- La canción tuvo una nueva versión por Fabiana Cantilo y Attaque 77 (un fragmento de la canción se escucha en su obra Otras canciones).
- Parte del elenco de la serie juvenil de Disney Soy Luna interpreta una versión pop de «Prófugos».[5][6]

## Listado de canciones
| Vinilo promocional de 7 pulgadas Argentina |            |          |  |
| N.º                                        | Título     | Duración |  |
| 1.                                         | «Prófugos» | 5:15     |  |
| 2.                                         | «Signos»   | 5:12     |  |

## Posicionamiento en listas
| Lista (1987) | Mejor posición |
| ------------ | -------------- |
| Chile (AP)   | 1              |